# Carrie Steinseifer
Carrie Steinseifer (Estados Unidos, 12 de febrero de 1968) es una nadadora estadounidense retirada especializada en pruebas de estilo libre, donde consiguió ser campeona olímpica en 1984 en los 100 metros libre.

## Carrera deportiva
En los Juegos Olímpicos de Los Ángeles 1984 ganó la medalla de oro en los 100 metros libre, con un tiempo de 55.92 segundos, empatada con su compatriota Nancy Hogshead, ambas por delante de la neerlandesa Annemarie Verstappen (bronce con 56.08 segundos); además ganó el oro junto con su equipo en los relevos de 4x100 metros estilo libre, con un tiempo de 3:43.43 segundos, por delante de Países Bajos y Alemania Occidental.